# Alessandro Golinucci
Alessandro Golinucci (Ciudad de San Marino, San Marino, 10 de octubre de 1994) es un futbolista sanmarinense. Juega de centrocampista y su equipo es el AC Virtus del Campeonato Sanmarinense de fútbol.

## Carrera
Empezó su carrera futbolística en el Sammaurese, en la temporada 2013-14. Fue candidato a 'Golden Boy' de mejor jugador joven de San Marino.
En 2014 firmó con el Tropical Coriano y se mantuvo en el equipo hasta junio de 2018, cuando se transfirió al Pietracuta. Según el director deportivo del Pietracuta, Sandro Conti, 'Encontramos el acuerdo en menos de un minuto, tenía un gran deseo de probar suerte en un lugar como el nuestro'.
En febrero de 2021 firmó por la Associazione Calcio Virtus de San Marino y renovó su contrato para la temporada siguiente. Ganó su primer título con el club en mayo de 2023, al ganar la Copa Titano.

## Selección nacional
Debutó con la selección de San Marino el 27 de marzo de 2015 ante Eslovenia.
Convirtió su primer y único gol con la selección hasta la fecha el 17 de octubre de 2023 frente a Dinamarca en Serravalle. En el minuto 60', tras un córner y un despeje, remató al arco con una volea que se desvió levemente en Simon Kjær antes de ingresar en la portería. Significó el empate transitorio para la Nazionale, aunque luego el partido finalizaría con una derrota 1-2.

Era destino que esa pelota entrara, la encontré allí y vi un par de desviaciones, afortunadamente tocó la red. Es una emoción única, sé que son palabras comunes, pero son las únicas que me vienen a la mente después de una emoción como esa. Y después de un partido así, porque el gol vino después de un rendimiento en equipo que, para mí, ha sido uno de los mejores en el último período. Todavía no me doy cuenta, llevará un tiempo. Lo pensaré, tal vez, no creo, quizás a partir de mañana comenzaré a pensarlo. Marcar un gol es algo grandioso, esperábamos un empate. Cuando estábamos 1-1, creíamos mucho, también porque pudimos mantener el campo y cerrar los espacios muy bien, pero así fue. Anotaron el segundo alrededor del minuto 70, nos detuvimos un poco porque había un jugador en el suelo: esperábamos un poco de juego limpio, pero así fue.
Golinucci sobre su gol frente a Dinamarca.

## Clubes
| Club                 | País       | Año           |
| -------------------- | ---------- | ------------- |
| ACD Sammaurese       | Italia     | 2013-2014     |
| Tropical Coriano     | Italia     | 2014-2018     |
| CBR Carli Pietracuta | Italia     | 2018-2021     |
| AC Virtus            | San Marino | 2021-presente |